# Tōkyō Dai-jingū
Tōkyō Dai-jingū (jap. 東京大神宮) – chram shintō w Tokio, w dzielnicy Chiyoda, w Japonii.

## Historia
W okresie Edo (1603–1867) największym pragnieniem każdego Japończyka było udanie się na pielgrzymkę do Wielkich Chramów Ise (Ise-daijingū), gdzie przebywa i jest czczona Amaterasu i inne bóstwa. 
Nowa era współczesnej Japonii rozpoczęła się wraz z restauracją Meiji w 1868 roku i za zgodą cesarza Meiji nowy chram został zbudowany w Tokio w 1880 roku ku czci pięciu najważniejszych kami: Amaterasu, Ukemochi, Amenominakanushi, Takamimusubi i Kamimusubi, które są związane z japońską państwowością, rozwojem, gospodarką i pomyślnością. Umożliwiło to mieszkańcom Tokio oddawanie czci bóstwom przebywającym w Ise z daleka. Chram został nazwany Hibiya Dai-jingū, od nazwy swojej lokalizacji, rejonu w dzielnicy Chiyoda, w pobliżu Pałacu Cesarskiego.  
Trzęsienie ziemi w Kantō (1923) zniszczyło chram, który został w 1928 roku odbudowany w obecnej lokalizacji w Iidabashi (również w dzielnicy Chiyoda) ze zmienioną nazwą na Iidabashi Dai-jingū, a po II wojnie światowej zmieniono nazwę na Tōkyō Dai-jingū. Jest on czczony nie tylko przez mieszkańców Tokio, ale także całego regionu regionu Kantō. 
Tōkyō Dai-jingū jest znany z tego, że jako pierwszy zorganizował ceremonię ślubną w obrządku shintō. Pierwsza ceremonia ślubna odbyła się w 1900 roku i przyjęła się szeroko w całym kraju.

## Galeria

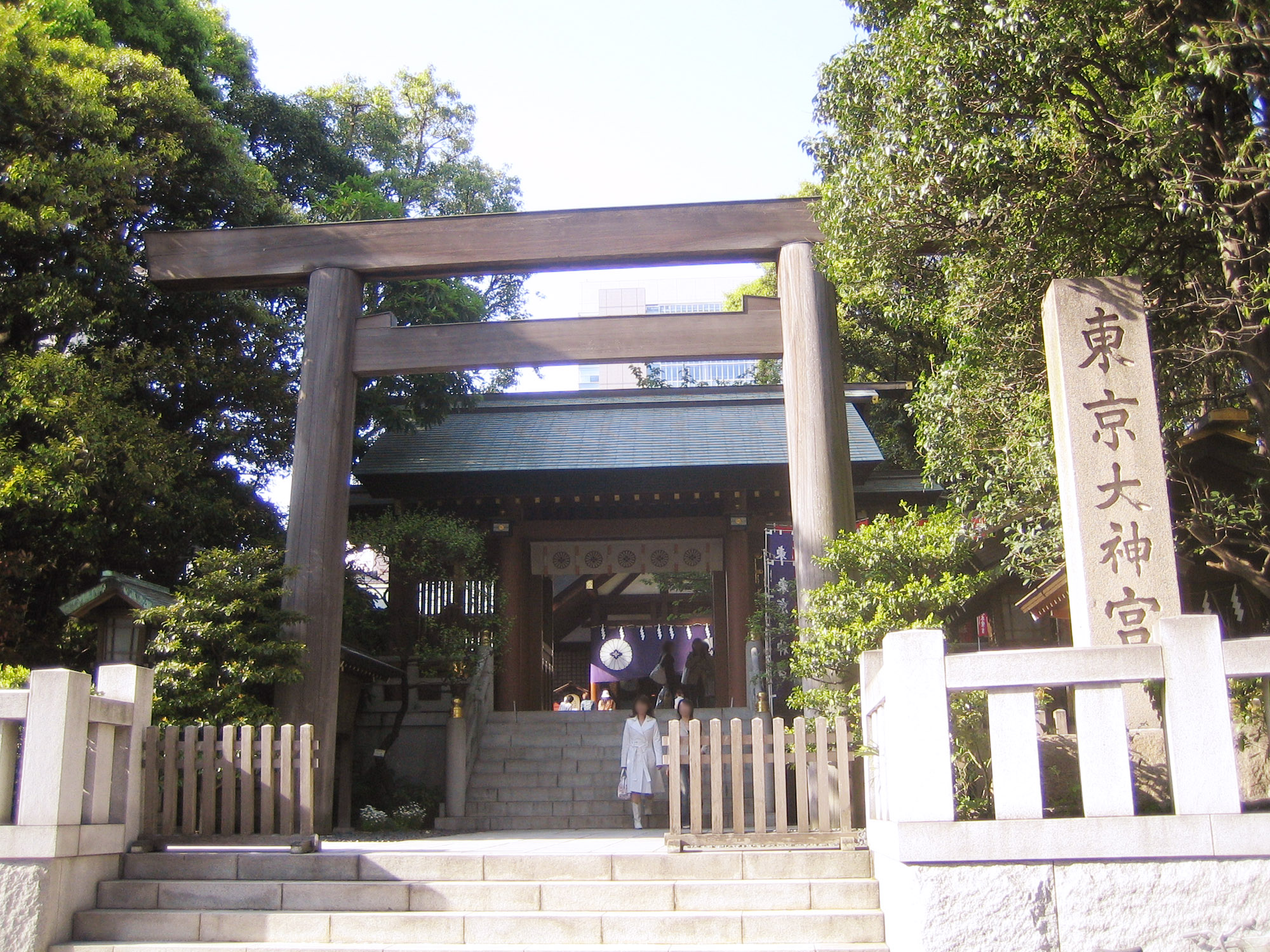
Torii
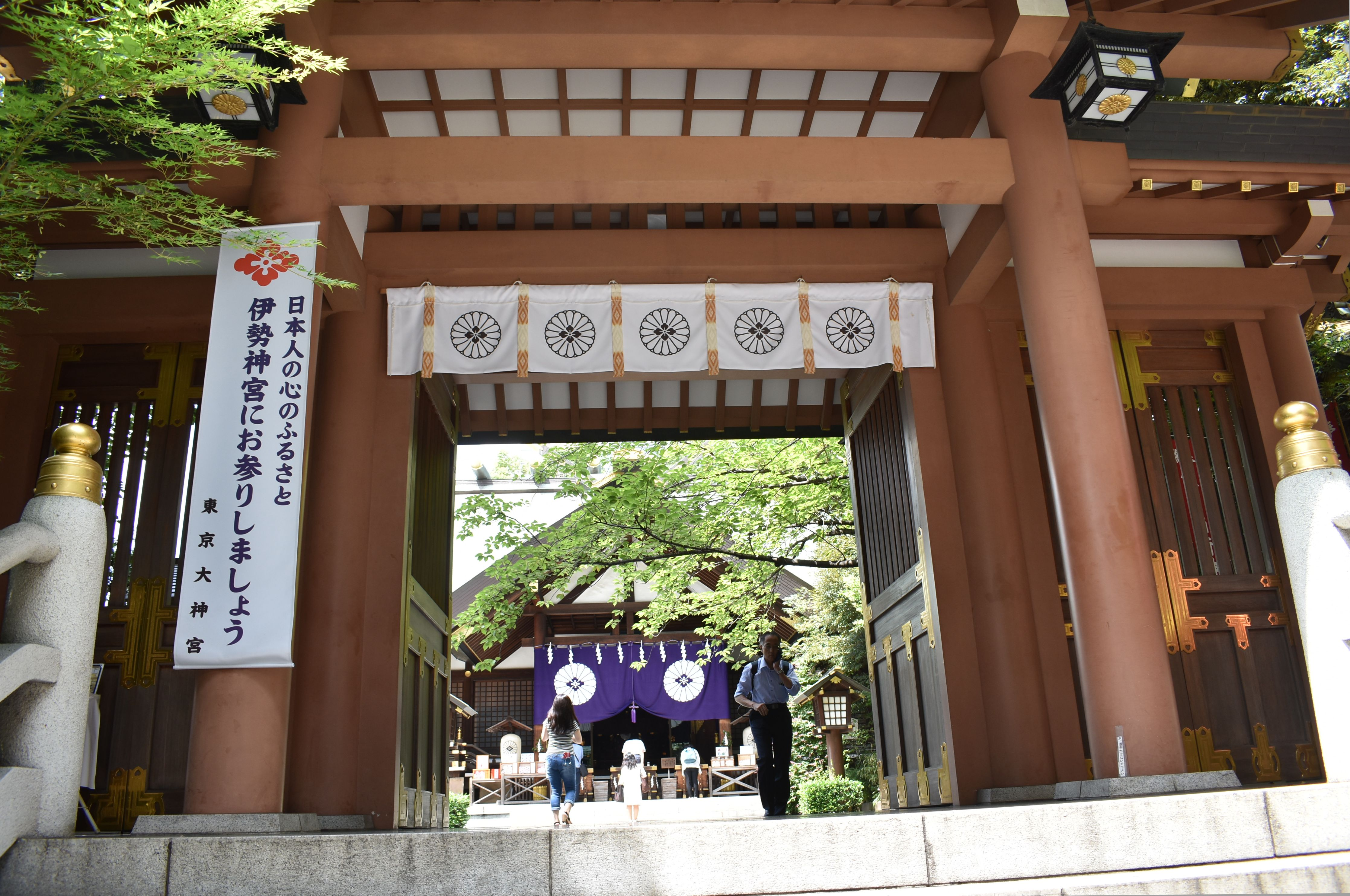
Wejście do chramu
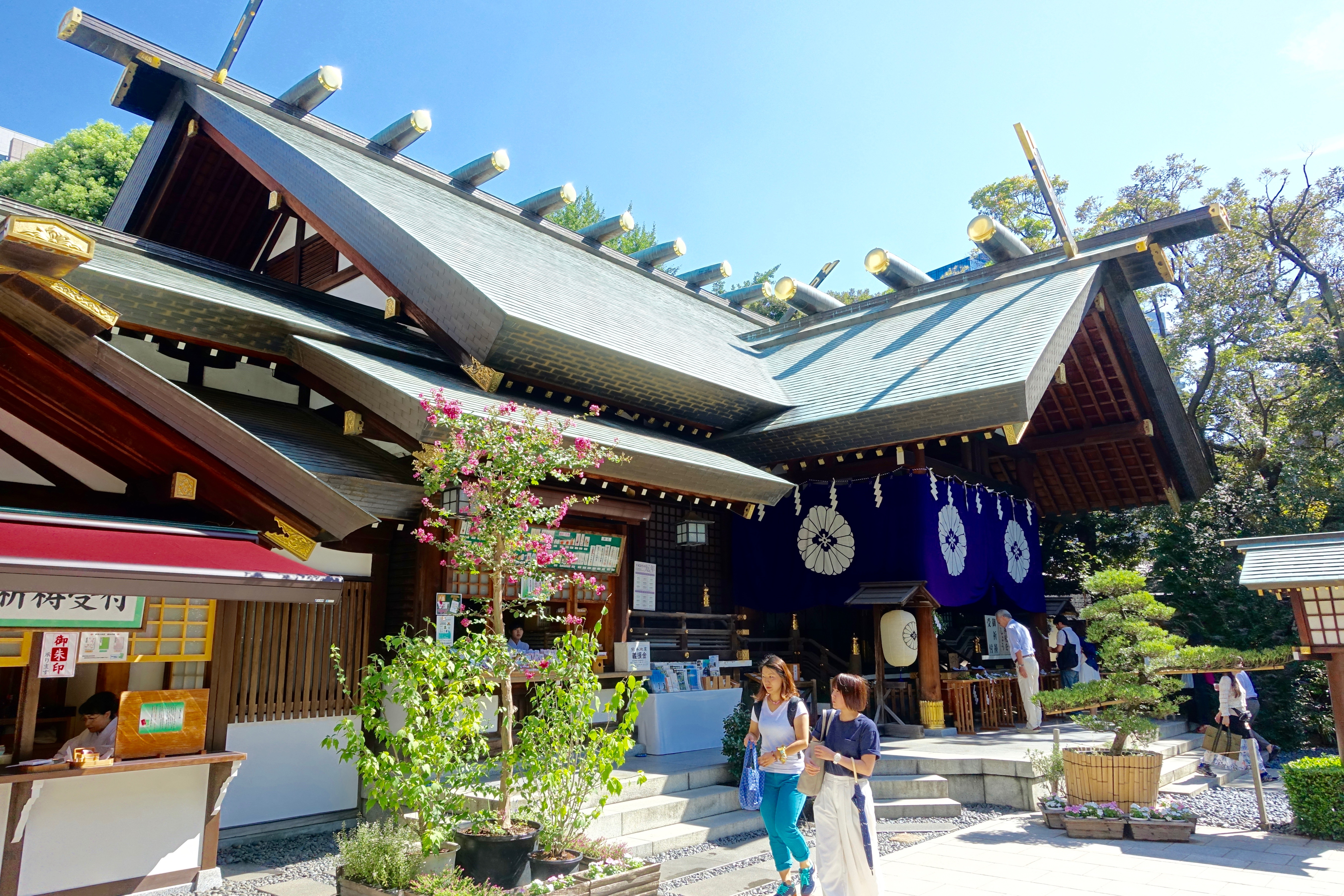
Główny pawilon
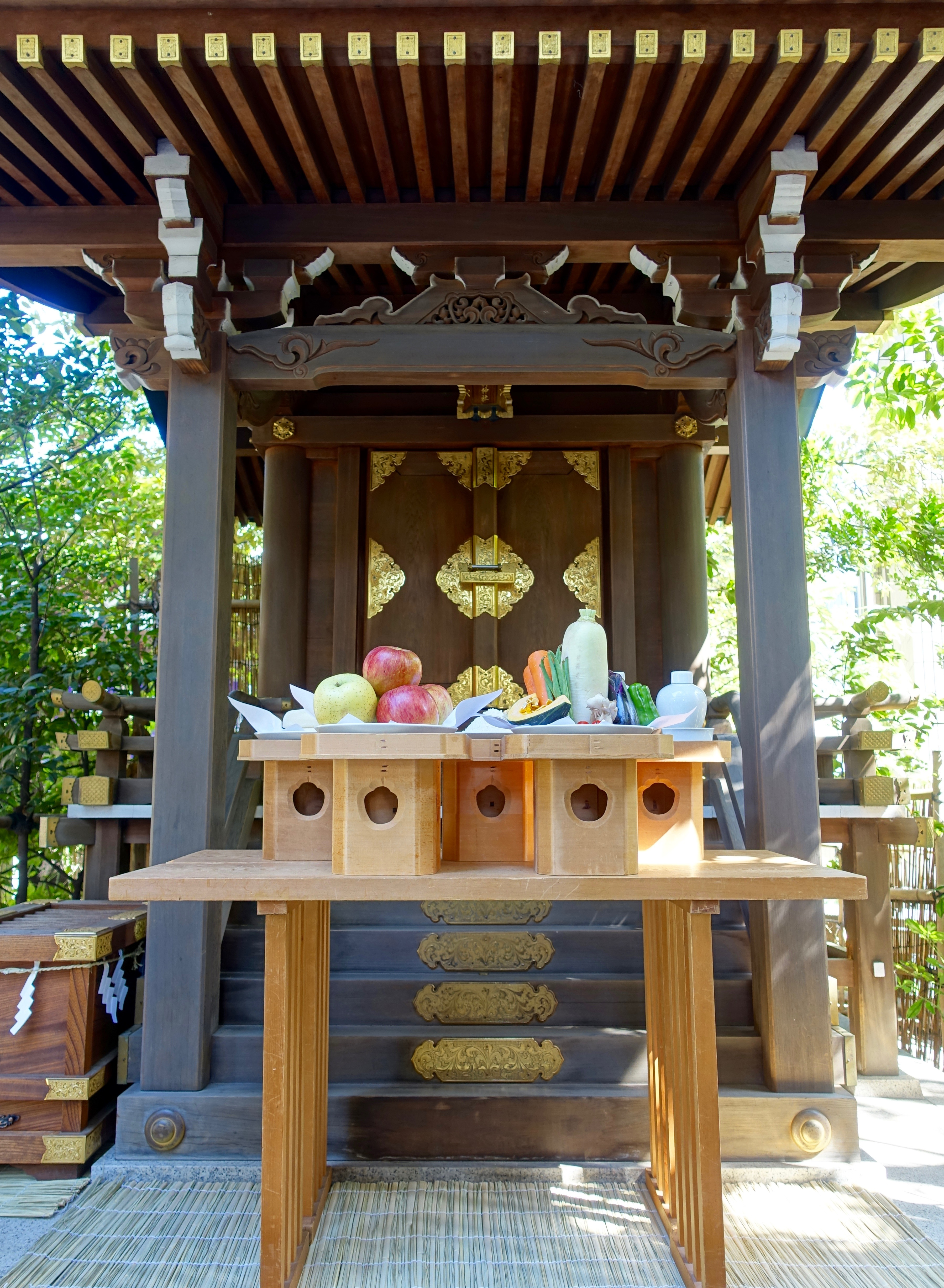
Sanbō, stoliki na ofiarę żywności